# Clinton (Nova York)
|  | Per a altres significats, vegeu «Hell's Kitchen (Manhattan)». |

Clinton és una vila al Comtat d'Oneida a l'estat de Nova York. Segons el cens del 2000 tenia 1.952 habitants.

## Demografia
Segons el cens del 2000, Clinton tenia 1.952 habitants, 922 habitatges, i 488 famílies. La densitat de població era de 1.299,4 habitants/km².
Dels 922 habitatges en un 25,7% hi vivien nens de menys de 18 anys, en un 43,8% hi vivien parelles casades, en un 6,8% dones solteres, i en un 47% no eren unitats familiars. En el 41,6% dels habitatges hi vivien persones soles el 20,5% de les quals corresponia a persones de 65 anys o més que vivien soles. El nombre mitjà de persones vivint en cada habitatge era de 2,11 i el nombre mitjà de persones que vivien en cada família era de 2,94.
Per edats la població es repartia de la següent manera: un 22,7% tenia menys de 18 anys, un 7,4% entre 18 i 24, un 23% entre 25 i 44, un 27,4% de 45 a 60 i un 19,5% 65 anys o més.
L'edat mediana era de 43 anys. Per cada 100 dones de 18 o més anys hi havia 82,8 homes.
La renda mediana per habitatge era de 41.958 $ i la renda mediana per família de 66.685 $. Els homes tenien una renda mediana de 45.750 $ mentre que les dones 31.369 $. La renda per capita de la població era de 26.165 $. Entorn del 3,1% de les famílies i el 9,7% de la població estaven per davall del llindar de pobresa.

## Personatges il·lustres
- Elihu Root (1937), advocat i polític, Premi Nobel de la Pau de l'any 1912.